# Nuevo Milenio Celestino Gasca Villaseñor
Nuevo Milenio Celestino Gasca Villaseñor är en ort i Mexiko.   Den ligger i kommunen Pijijiapan och delstaten Chiapas, i den sydöstra delen av landet, 700 km sydost om huvudstaden Mexico City. Nuevo Milenio Celestino Gasca Villaseñor ligger 135 meter över havet och antalet invånare är 290.
Terrängen runt Nuevo Milenio Celestino Gasca Villaseñor är varierad. Runt Nuevo Milenio Celestino Gasca Villaseñor är det ganska glesbefolkat, med 28 invånare per kvadratkilometer. Närmaste större samhälle är Tres Picos, 19,1 km väster om Nuevo Milenio Celestino Gasca Villaseñor. Omgivningarna runt Nuevo Milenio Celestino Gasca Villaseñor är en mosaik av jordbruksmark och naturlig växtlighet.